# Стадион Университарио (Монтереј)
Стадион Университарио (Монтереј) (шп. Estadio Universitario (UANL)) је био вишенаменски стадион у граду Монтереј, Мексико.

## Историја

### Изградња
Изградња је коштала 23 милиона MXN, цена која је званично изнета када је стадион завршен 1967. године. Званично отварање стадиона је обављено 30. маја исте године. Првобитно је планирано да прими скоро 90.000 гледалаца, капацитет је смањен да би се задовољиле трошкови изградње. Након Светског првенства 1986. године, званични капацитет стадиона је био 52.000. Касније су направљене модификације како би се побољшало удобност посетилаца и повећала сигурност, што је резултирало смањеним капацитетом. Стадион тренутно има капацитет од 41.615 места.

## Корисници

### Фудбал
Стадион Университарио је домаћи терен за ФК Тигрес УАНЛ, који игра у Лиги МКС. Профитна компанија Синергиа Депортива која управља фудбалским клубом, такође брине о стадиону.
Стадион је био домаћин неколико утакмица Светског првенства у фудбалу 1986. Такође је био домаћин утакмица Копа Либертадорес де Америка 2005. и 2006. године, када се Тигрес квалификовао за престижни турнир. У кратком периоду, то је било и домаће место за ФК Монтереј. Такође је био домаћин неколико утакмица Светског омладинског првенства 1983. и ФИФА У-17 Светског првенства 2011. године.
Између 1973. и 1980. ФК Монтереј, други врхунски фудбалски клуб у Монтереју, такође је користио стадион Университарио. Клуб се вратио на стадион Технолохико, свој матични стадион почетком септембра 1980. године.

### Амерички фудбал
Док Аутентикос Тигрес, универзитетски тим америчког фудбала, има свој стадион (стадион Гаспар Мас), стадион Университарио се обично користи за утакмице плеј-офа и ОНЕФА првенства. Једини изузетак је била првенствена утакмица ОНЕФА 2016, одиграна на Гаспар Масу због фудбалске утакмице плеј-офа која је била заказана за следећи дан.
Стадион је 5. августа 1996. угостио Канзас Сити чифсе и Далас каубојсе у Америчком Боулу, при чему су Чифси победили резултатом 32 : 6. Догађај је забележио 52.247 плаћених улазница.

## Светско првенство 1986.p
| Датум        | Време | Ререзентација #1 | Рез.               | Ререзентација #2 | Коло          | Посећеност |
| ------------ | ----- | ---------------- | ------------------ | ---------------- | ------------- | ---------- |
| 2 June 1986  | 16:00 | Мароко           | 0 : 0              | Пољска           | Група Ф       | 19.900     |
| 7 June 1986  | 16:00 | Пољска           | 1 : 0              | Португалија      | Група Ф       | 19.915     |
| 17 June 1986 | 16:00 | Мароко           | 0 : 1              | Западна Немачка  | Осмина финала | 19.800     |
| 21 June 1986 | 16:00 | Западна Немачка  | 0 : 0 (4 : 1 пен.) | Мексико          | Четвртфинале  | 41.700     |